# Josep Arderius Casanovas
Josep Arderius Casanovas (Castellar del Vallès, 26 d'agost de 1925 − Castellar del Vallès, 6 d'agost de 2010) fou un polític català, alcalde independent de Castellar del Vallès entre 1986 i 1987 per Convergència i Unió. Va formar part de la Comissió Municipal Permanent com a tercer tinent d'alcalde i president de la Comissió Informativa d'Hisenda, i el 27 de maig de 1986 fou nomenat alcalde, arran de la mort de Miquel Pont Alguersuari, exercint-ne fins al final de la legislatura. No es presentà a la reelecció.
Va estar vinculat a diverses entitats castellarenques, com l'Obra Social Benèfica, sobre la qual va escriure un llibre explicant la història dels 75 primers anys de l'entitat.